# Sunne
Sunne è una cittadina (tätort) della Svezia centrale, situata nella contea di Värmland; è il capoluogo amministrativo della municipalità omonima.
Stazione sciistica, ha ospitato una tappa della Coppa del Mondo di sci di fondo e varie manifestazioni minori di sci nordico e di sci alpino.